# Lyman (Missisipi)
Lyman – jednostka osadnicza w Stanach Zjednoczonych, w stanie Missisipi, w hrabstwie Harrison.